# Peillonnex
Peillonnex is een gemeente in het Franse departement Haute-Savoie (regio Auvergne-Rhône-Alpes) en telt 1176 inwoners (2004). De plaats maakt deel uit van het arrondissement Bonneville.

## Geografie
De oppervlakte van Peillonnex bedraagt 6,4 km², de bevolkingsdichtheid is 183,7 inwoners per km².
De onderstaande kaart toont de ligging van Peillonnex met de belangrijkste infrastructuur en aangrenzende gemeenten.

## Demografie
Onderstaande figuur toont het verloop van het inwonertal (bron: INSEE-tellingen).